# Bujar Osmani

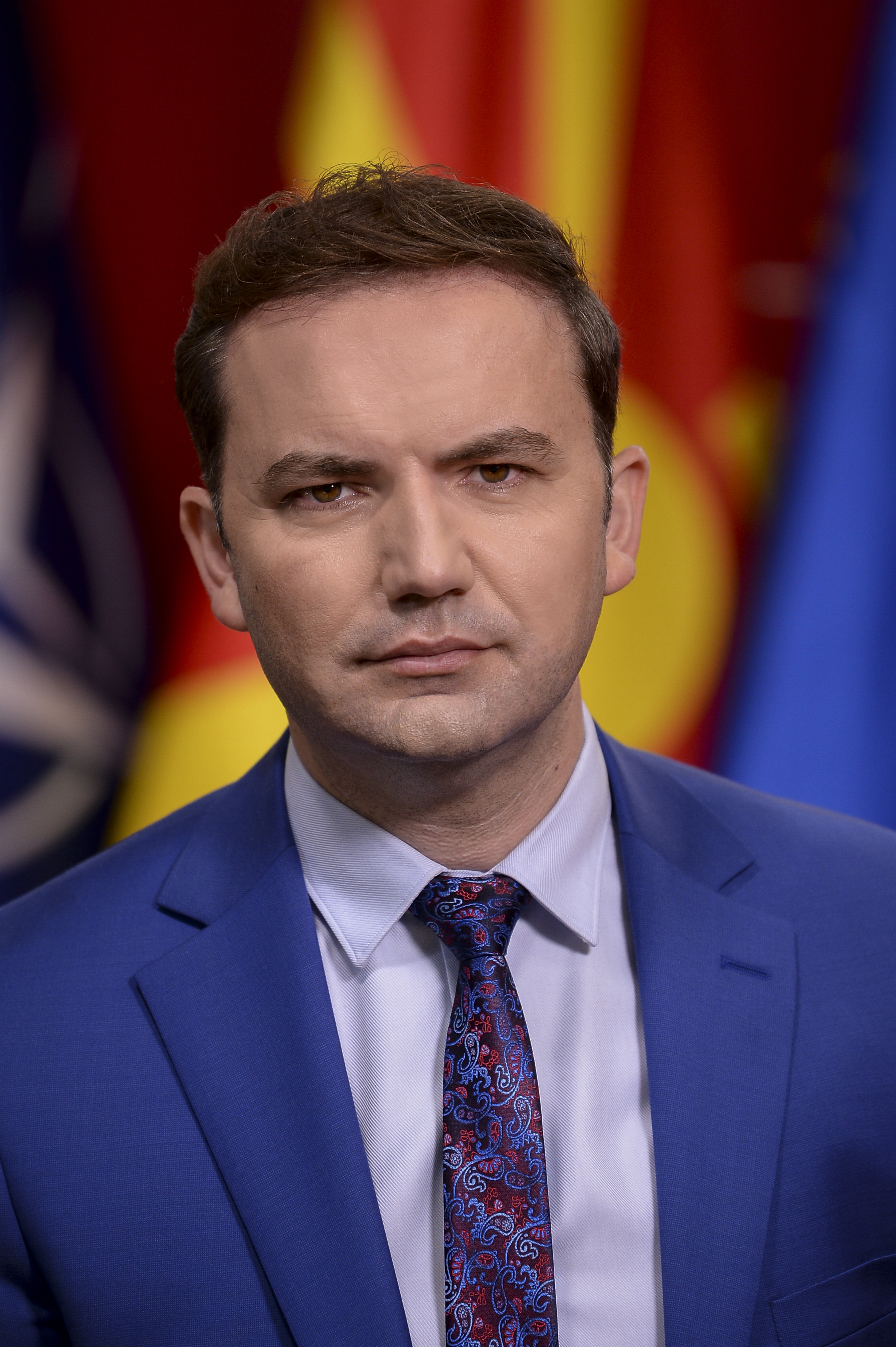
Bujar Osmani (2020)

Bujar Osmani (mazedonisch Бујар Османи; * 11. September 1979 in Skopje) ist ein nordmazedonischer Politiker (BDI). Seit 2020 ist er Außenminister des Landes.

## Leben
Bujar Osmani schloss 2004 sein Medizinstudium an der Universität Skopje ab. 2006/07 war er in London, um sich auf dem Gebiet der Leber-, Gallenblasen- und Bauchspeicheldrüsenchirurgie weiterzubilden. Seit 2012 ist er Facharzt. Ab 2004 war er als Arzt an der Chirurgischen Universitätsklinik in Skopje tätig.
Von 2008 bis 2011 war er Gesundheitsminister in der Regierung von Nikola Gruevski. Ab 2011 war er als Chirurg an der Universitätsklinik für Viszeralchirurgie in Skopje tätig; daneben war er ab 2011 Pressesprecher seiner Partei. Ab Juni 2017 war er einer der Stellvertreter des Ministerpräsidenten Zoran Zaev mit Zuständigkeit für Europapolitik.
In der seit August 2020 amtierenden zweiten Regierung von Zoran Zaev ist er Außenminister. Mit ihm ist erstmals seit der Unabhängigkeit des Landes ein Vertreter einer Partei der albanischen Bevölkerungsgruppe Außenminister.
Im Jahr 2023 schlug Osmani das Prinzip einer "Integration vor der Mitgliedschaft" für eine weitere Annäherung der Westbalkan-Staaten an die Europäische Union vor. Diejenigen Staaten, die alle Bedingungen erfüllen, sollen in den gemeinsamen Markt der EU aufgenommen werden. Er habe auch mit allen Außenministern der Region über diese Idee gesprochen.